# OG Maco
OG Maco lub też Maco Mattox, właściwie Benedict Chiajulam Ihesiba Jr. (ur. 23 kwietnia 1992 w Atlancie, zm. 26 grudnia 2024 w Los Angeles) – amerykański raper najbardziej znany z utworu pt. U Guessed It.

## Życiorys
Dorastał w dzielnicy College Park w Atlancie. Karierę zaczynał, występując pod pseudonimem Maco Mattox, a w 2011 wydał swój debiutancki mixtape pt. Marty McFly. W 2014 jego singiel U Guessed It zyskał znaczną popularność w mediach społecznościowych oraz na platformach streamingowych i uplasował się na 90. miejscu liście Billboard Hot 100. Remixu utworu dokonał 2 Chainz. Niedługo później podpisał kontrakt z Quality Control Music.
W 2015 znalazł się na elitarnej liście Freshman XXL 2015, magazynu hip-hopowego XXL.
W lipcu 2016 uległ poważnemu wypadkowi samochodowemu, w wyniku którego doznał licznych złamań czaszki, pękniętych kręgów, złamanego oczodołu i niemal stracił prawe oko.
W 2019 zdiagnozowano u niego martwicze zapalenie powięzi, spowodowane nieodpowiednio leczoną niewielką wysypką skórną, która oszpeciła znaczną część skóry głowy. Choroba wywołała również zaburzenia depresyjne u OG Maco. 
W 2021 ukazał się jego album pt. The God Of Rage.
16 grudnia 2024 jego rodzina poinformowała, że przebywa w stanie krytycznym po rzekomej próbie samobójczej. Zmarł 26 grudnia 2024 w szpitalu w Los Angeles.